# Kaňatec

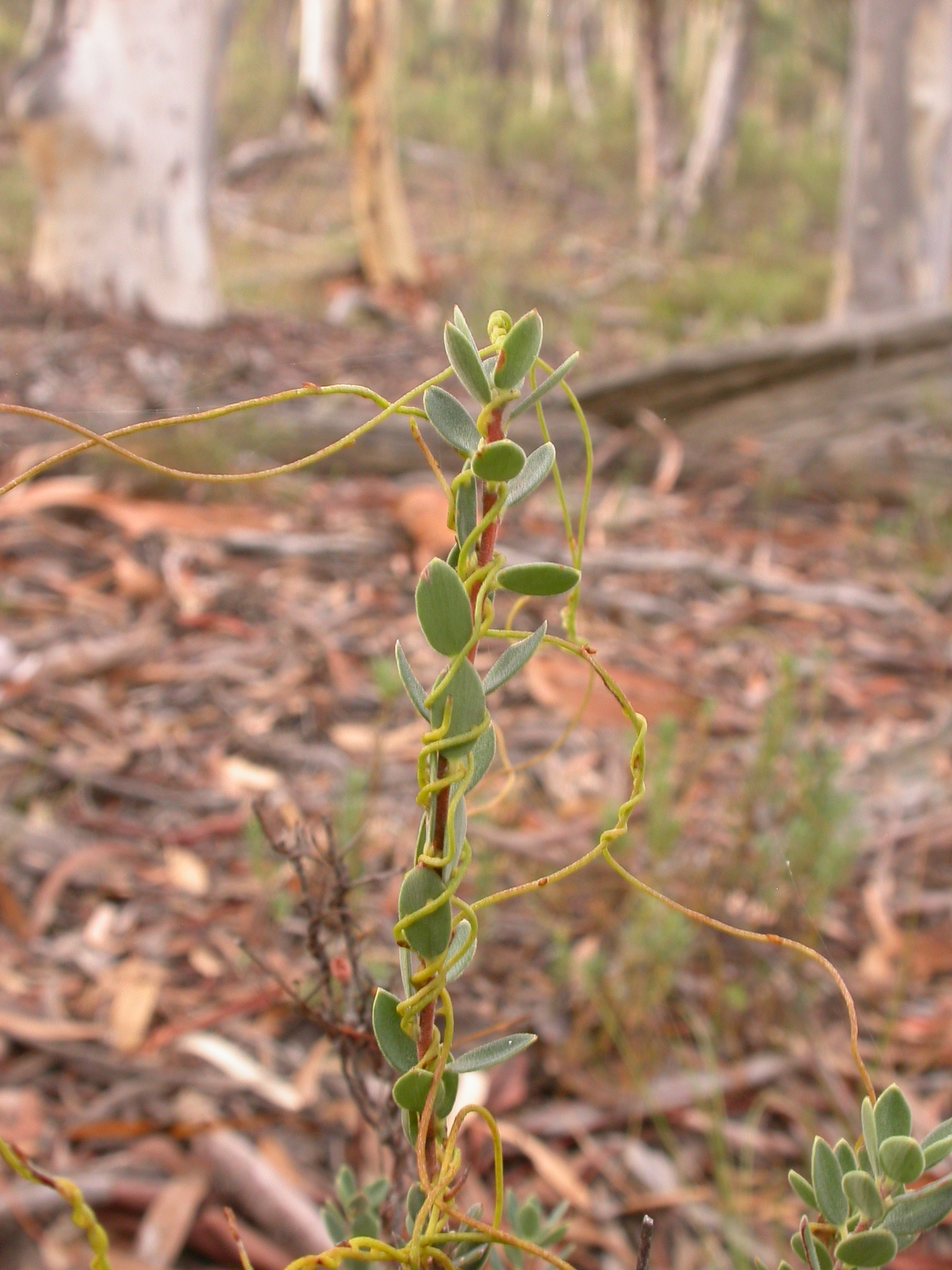
Cassytha pubescens parazitující na keři Brachyloma daphnoides z čeledi vřesovcovité

Kaňatec (Cassytha) je rod nižších dvouděložných rostlin z čeledi vavřínovité. Jsou to bezlisté parazitické ovíjivé byliny s drobnými květy, připomínající vzhledově kokotici. Parazitují na různých druzích dřevin, z jejichž větví získávají pomocí haustorií vodu a minerální živiny. Stonky obsahují chlorofyl a probíhá v nich fotosyntéza. Kaňatce jsou rozšířeny v tropech celého světa s přesahy do subtropů, největší počet druhů roste v Austrálii. Druh Cassytha filiformis je rozšířen v tropech celého světa.

## Popis
Kaňatce jsou parazitické ovíjivé byliny s drátovitými bezlistými stonky. Stonky jsou zelené až šedohnědé, větvené, se střídavými listy redukovanými na drobné opadavé šupinky. Květy jsou drobné, většinou oboupohlavné, přisedlé nebo krátce stopkaté, podepřené listenem a 2 listenci, uspořádané v klasech, hroznech nebo hlávkách. Okvětí je trojčetné ve 2 kruzích, bělavé nebo nazelenalé, laloky vnějšího kruhu jsou drobné a podobné listenům. Češule je zprvu miskovitá, později se prodlužuje a dužnatí. Tyčinek je nejčastěji 9 a jsou doplněny 3 staminodii. Semeník nese téměř přisedlou, drobnou nebo hlavatou bliznu. Plodem je peckovice, obklopená zdužnatělou češulí (někdy označovanou jako zdužnatělá trubka okvětí).

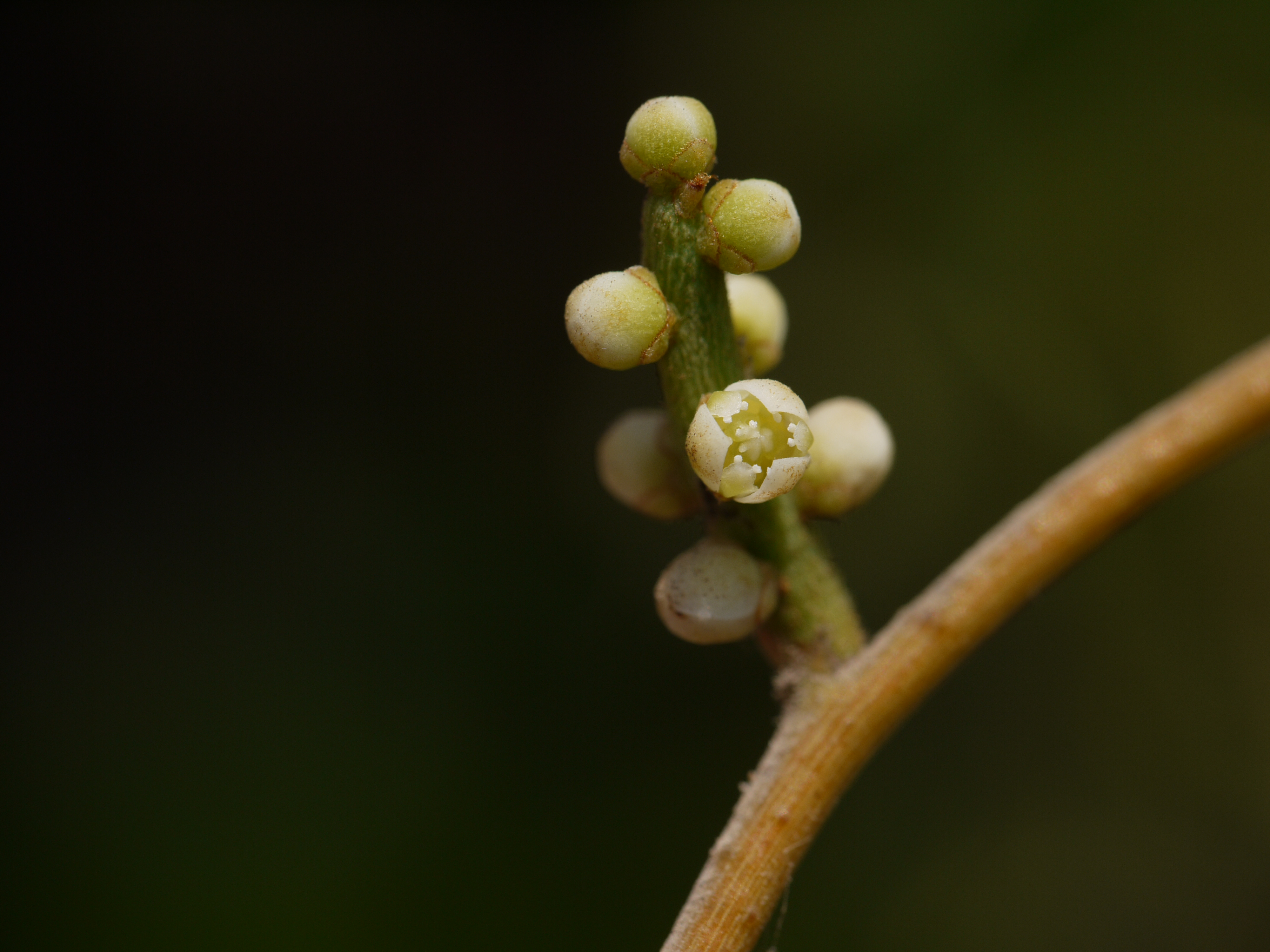
Květy Cassytha filiformis
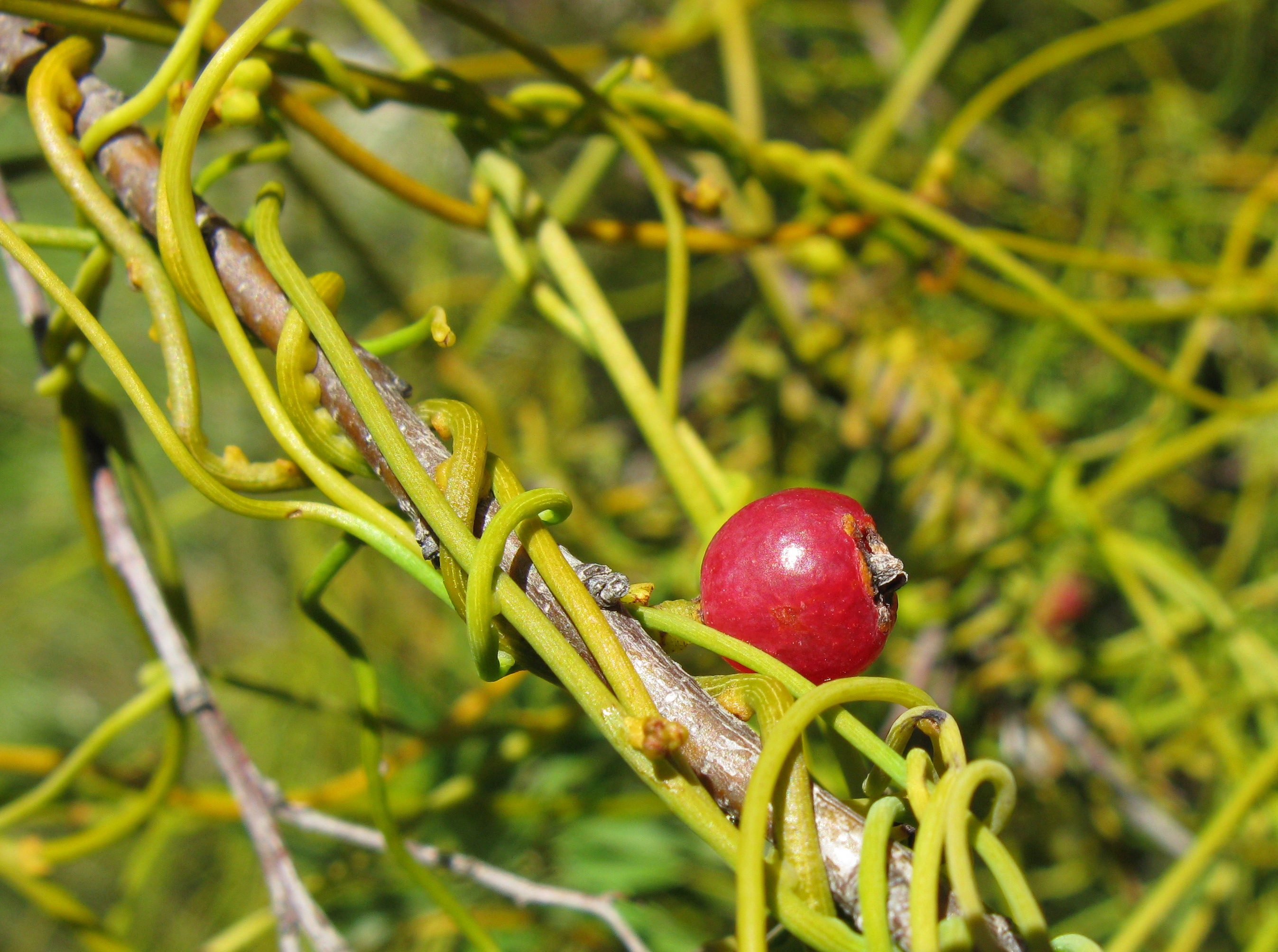
Plodící C. ciliolata
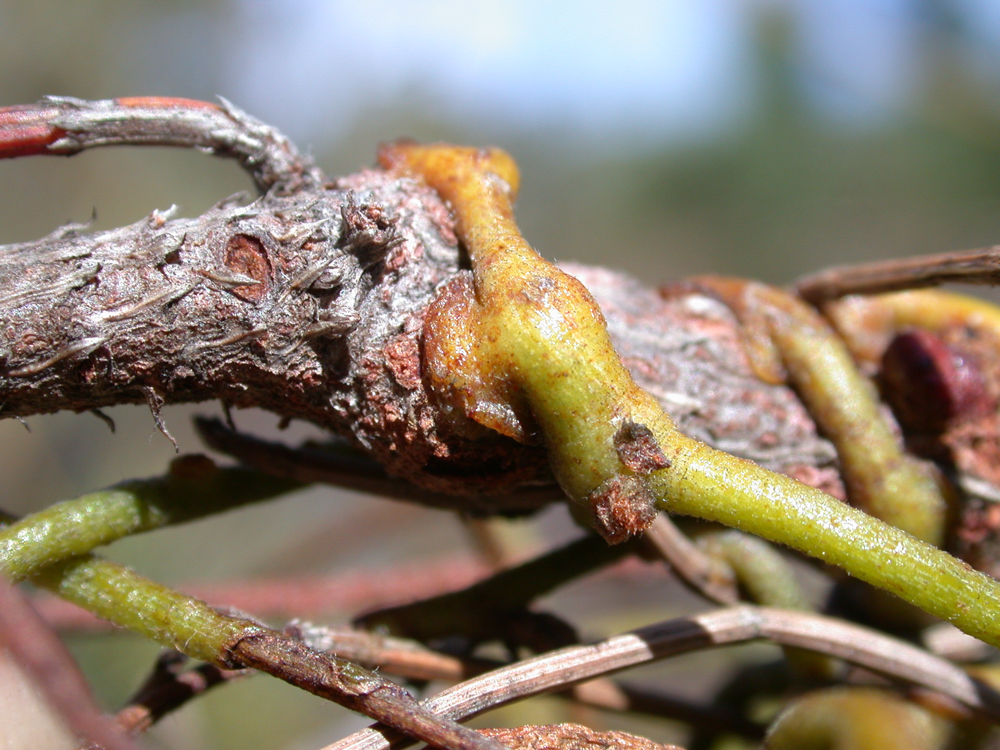
Detail haustorií C. pubescens

## Rozšíření
Rod zahrnuje celkem 22 druhů s pantropickým rozšířením. Centrum diverzity je v Austrálii, kde roste celkem 19 druhů, z toho 16 endemických. Jsou soustředěny zejména do jižní a jihozápadní části kontinentu. Cassytha filiformis je pantropický druh, rozšířený v tropických oblastech všech kontinentů a zasahující i do subtropických oblastí. Jako jediný druh rodu se vyskytuje i na americkém kontinentu, kde je rozšířen od jižních oblastí USA (Texas, Florida) po Bolívii a roste i na Karibských ostrovech. Jediným zástupcem rodu je také na Madagaskaru a v Tichomoří. Ze subsaharské Afriky jsou uváděny 3 druhy, z tropické Asie 3 druhy, z Nového Zélandu 1 druh.

## Ekologické interakce
Kaňatce jsou nezelené, plně parazitické byliny, přisávající se pomocí drobných haustorií k cévním svazkům xylému ve větvích různých druhů stromů a keřů, odkud čerpají vodu a živiny. Haustorií se v rámci jedné rostliny vytváří několik set a mohou být připojeny i k několika různým hostitelům. Jsou také známy případy, kdy tato rostlina získává živiny z jiné parazitické rostliny, např. santalovníku. Kaňatce mají ve stoncích chlorofyl a uhlík získávají prostřednictvím vlastní fotosyntézy. Mladý semenáč se musí připojit k hostiteli do několika týdnů od vyklíčení, jinak hyne. Po nalezení hostitele původní stonek hyne a rostlina ztrácí kontakt s půdou.
Pantropický druh Cassytha filiformis má široké spektrum hostitelů, naproti tomu některé endemické druhy z Austrálie mají úzkou vazbu na konkrétní hostitele.

## Taxonomie
Rod Cassytha byl v minulosti často řazen do samostatné čeledi Cassythaceae, v současné taxonomii (APG IV) je součástí čeledi Lauraceae. V rámci dané čeledi je řazen do podčeledi Perseeae. Mezi blízce příbuzné rody patří např. Cryptocarya, Ravensara či Hypodaphnis. Zatímco celkový habit se vlivem parazitického způsobu života od těchto příbuzných ale dřevnatých rodů diametrálně odlišuje, květy kaňatců jsou téměř identické s květy rodu Cryptocarya.
Se vzhledově podobnými kokoticemi nejsou tyto rostliny nikterak příbuzné a náležejí dokonce i do jiného oddělení krytosemenných rostlin. Jedná se o ukázkový příklad konvergentního vývoje.

## Význam

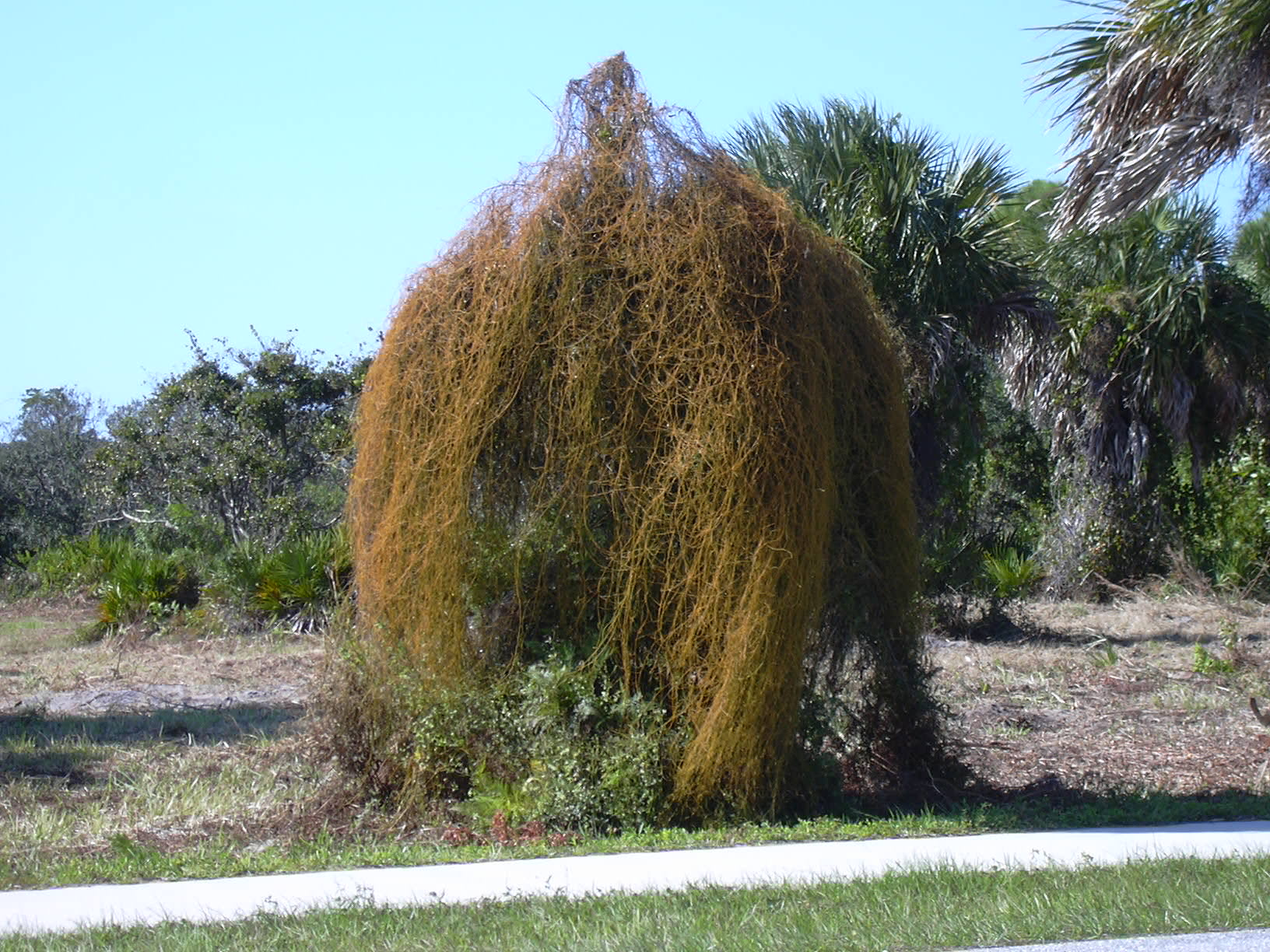
Cassytha filiformis na Floridě

Druh Cassytha filiformis způsobuje lokálně škody na tropických kulturách, např. na plantážích avokáda v Austrálii. Rostlina je schopna kompletně pokrýt koruny stromů i keřů. V jižní Indii je rostlina používána k ochucování másla, v Jemenu bobule vyhledávají děti. Pro jedlé plody je vyhledávána i v Austrálii.